# Забодаква
Забодаква — колишнє село в Україні. Підпорядковувалося Бодаквянській сільській раді Лохвицького району Полтавської області. Зняте з обліку 27 березня 2009 року.